# Cobria
Cobria is een kevergeslacht uit de familie van de boktorren (Cerambycidae). De wetenschappelijke naam van het geslacht werd voor het eerst geldig gepubliceerd in 1865 door Pascoe.

## Soorten
Cobria omvat de volgende soorten:
- Cobria albisparsa Pascoe, 1865
- Cobria biroi Breuning, 1953
- Cobria fuscostictica Breuning, 1970
- Cobria rufa Breuning, 1961
- Cobria transversevittata Breuning, 1979